# Talisker (Skye)
Talisker (gaelsky Talasgair) je malé sídlo na západním pobřeží ostrova Skye ve skotských Vnitřních Hebridách. Talisker, stejně jako celý ostrov Skye, přináleží v rámci Spojeného království do skotské správní oblasti Highland (ve skotské gaelštině Comhairle na Gáidhealtachd). Talisker je zároveň název chráněné přírodní lokality, zapsané v kategorii Site of Special Scientific Interest.

## Geografie
Osada Talisker s panským sídlem Talisker House leží na poloostrově Minginish na západě ostrova Skye na území pod horou Preshal More, ohraničeném říčkami Talisker a Sleadale Burn, které se vlévají do asi 1 km vzdálené Taliskerské zátoky (Talisker Bay). Nejbližším větším sídlem je zhruba 8 km vzdálená vesnice Carbost, která se rozkládá na jihozápadním břehu zálivu Loch Harport.

### Geologie
Talisker je významnou geologickou lokalitou s výraznými pozůstatky třetihorního lávového proudu o mocnosti více než 400 metrů z doby před asi 60 milióny let. Hlavními magmatickými horninami v této oblasti jsou olivínický čedič, olivínický tholeiit, hawaiit, mugearit a pikrit s obsahem olivínů a dalších minerálů.

## Ochrana území
Agentura Scottish Natural Heritage eviduje Talisker jako tzv. Site of Special Scientific Interest, tj. místo, které je předmětem zvláštního vědeckého zájmu. Ochrana se týká území o rozloze 564.3 ha, které zahrnuje tři vnitrozemské oblasti – dvě kolem skalnatých vrcholů Preshal More (317 m n. m.) a Preshal Beg (345 m n. m.) a třetí malé území na severu. Čtvrtou lokalitou je  pásmo místy více než 100 metrů vysokých pobřežních útesů kolem Taliskerské zátoky. Hlavním předmětem ochrany je hodnota území jako geologické a mineralogické lokality.
Na  lokalitě se rovněž vyskytují dva vzácné druhy motýlů z čeledi vřetenuškovitých, Zygaena purpuralis a jeho specifický taliskerský druh Zygaena lonicerae jocelynae. V oblasti vrchu Preshal More a u skal Stockval jsou sutě, bohaté na chasmofytickou flóru, typickou pro skalnaté svahy, jako je například rozchodnice růžová (Rhodiola rosea) nebo Draba incana (anglicky Hoary whitlow grass, ohrožený druh z rodu chudina).

## Historie
Panství Talisker bylo od 17. do 19. století sídlem jedné z rodových větví klanu MacLeodů. Prvním pánem Taliskeru byl Roderick MacLeod (1606–1675). Páni z Taliskeru neměli mezi skotskou šlechtou bezvýznamné postavení, jak mj. dokládá i elegie Cumha do Fhear Thalasgair („Nářek nad pánem z Taliskeru“), kterou složil slepý harfeník Ruaidhri Dall MacMhurich o Johnu MacLeodovi, 2. pánovi z Taliskeru, zemřelém kolem roku 1700.
V roce 1820 Donald MacLeod, 6. pán z Taliskeru, své sídlo prodal a odstěhoval se do Van Diemenovy země (Van Diemen's Land), jak se tehdy nazýval ostrov Tasmánie poblíž Austrálie. Se jménem panství se pojí název Talisker distillery, jediné palírny whisky na ostrově Skye. Tuto palírnu založili v roce 1830 v nedaleké vesnici Carbost bratři Hugh a Kenneth MacAskillové pět let poté, kdy Hugh získal do pronájmu někdejší sídlo MacLeodů Talisker House. Hugh MacAskill ukončil pronájem taliskerského hospodářství v roce 1849.
Dle údajů z počátku 21. století hospodářství  „Talisker Farm“ o rozloze 2475 akrů je v majetku 9 různých vlastníků z Glasgowa, Munlochy, ostrova Arran a z dalších míst, včetně některých příslušníků rodu MacLeodů.

## Galerie

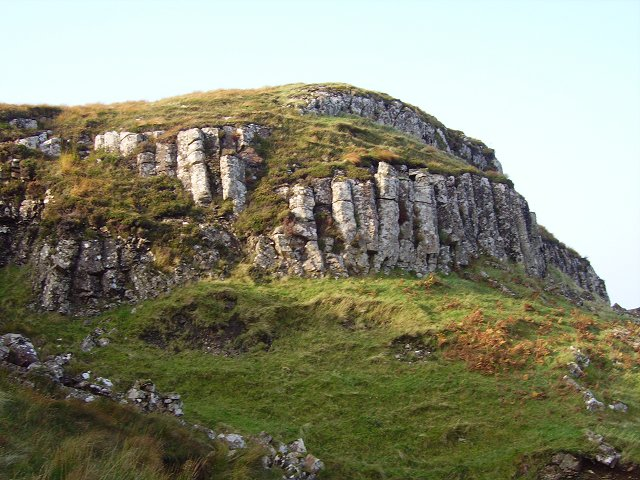
Čedičové skály v Taliskerské zátoce
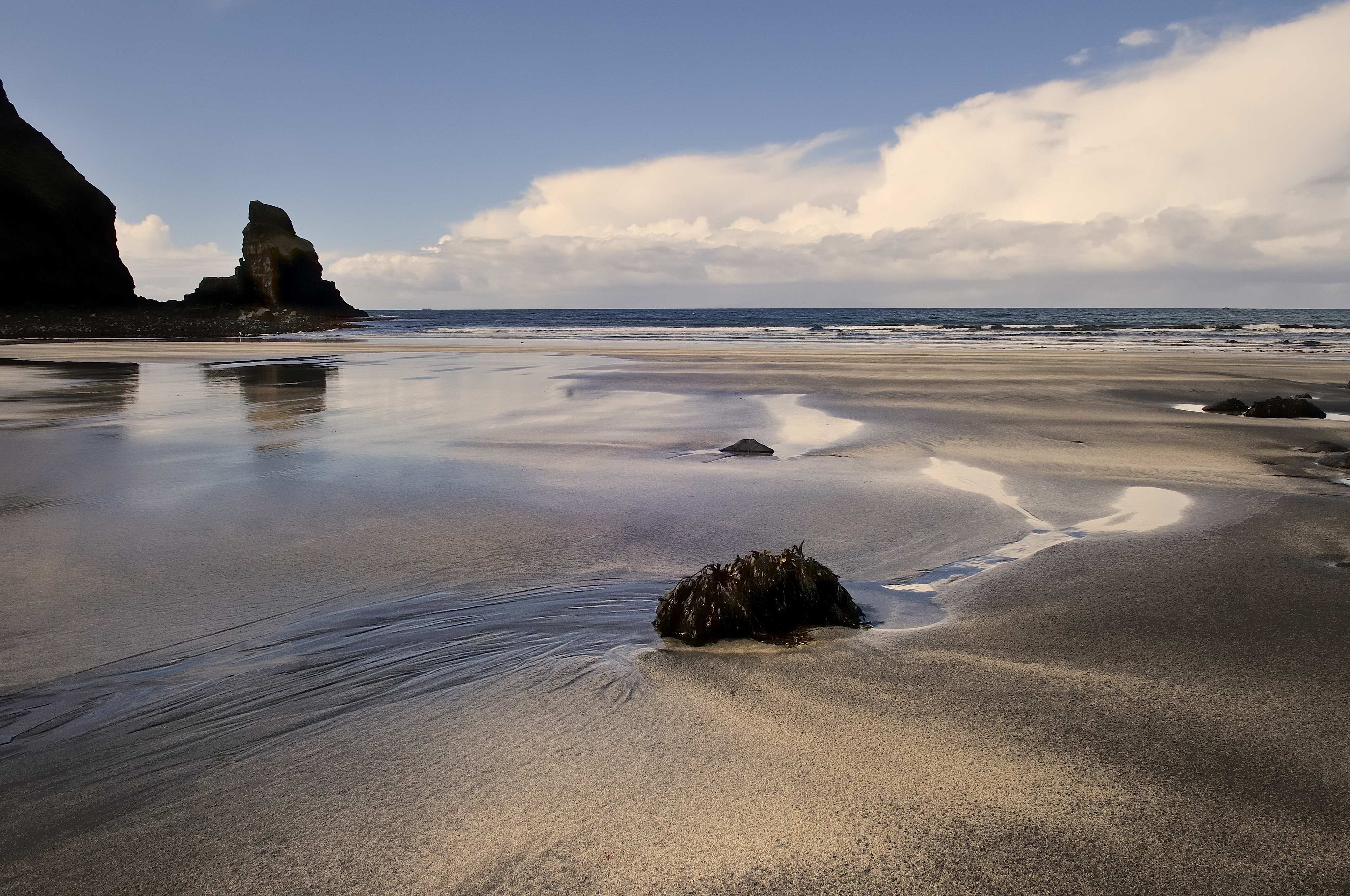
Písečná pláž v zátoce
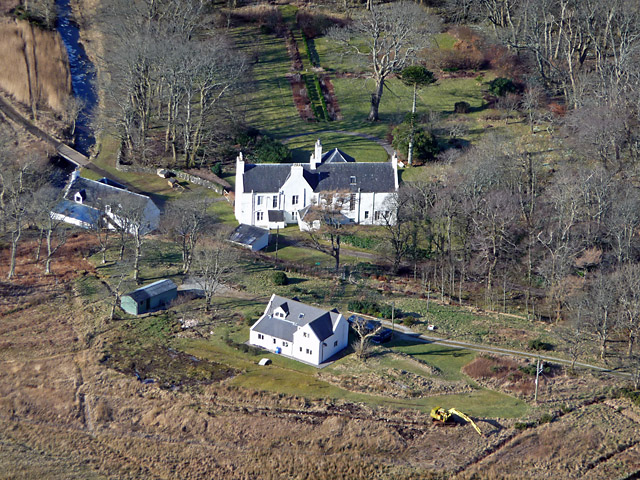
Panské sídlo Talisker House
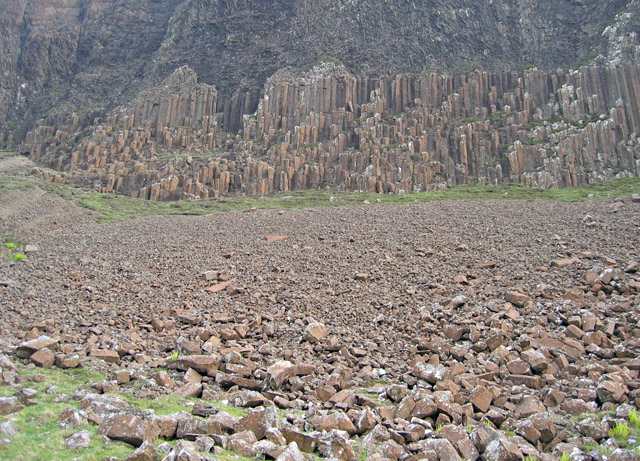
Sloupce v tholeiitovém lávovém proudu (Preshal Beg)
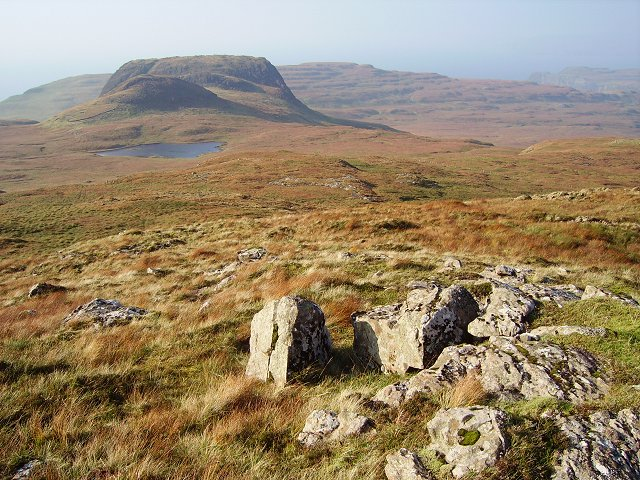
Preshal Beg a jedno z místních malých jezer
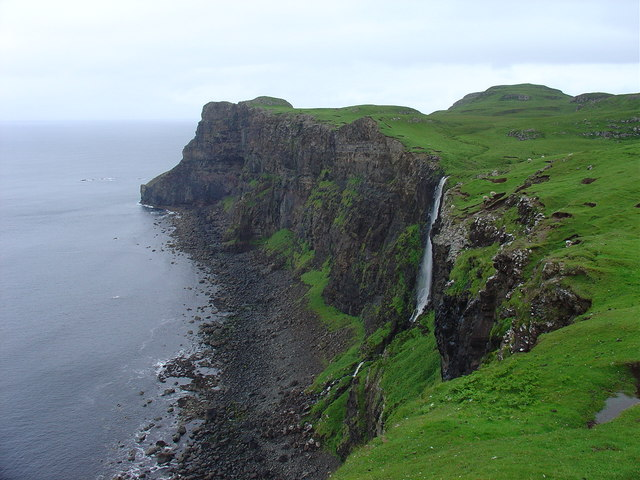
Vodopád na útesech Talisker Bay